# Vela adaptada (deporte)
La vela adaptada es un deporte derivado de la vela deportiva, practicado por personas con discapacidad física, visual e intelectual. Está regulada por la Federación Internacional de Vela. Formó parte del programa paralímpico entre 2000 y 2016.